# Shunga

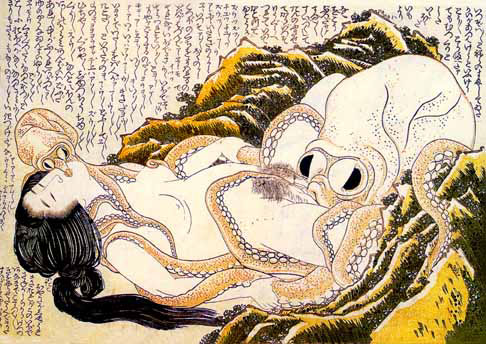
Tako to ama (Bläckfiskar och pärldykerska), vanligen kallad Fiskarhustruns dröm, tillskriven Katsushika Hokusai, publicerad anonymt i Kinoe no kamatsu (Unga tallar) 1814

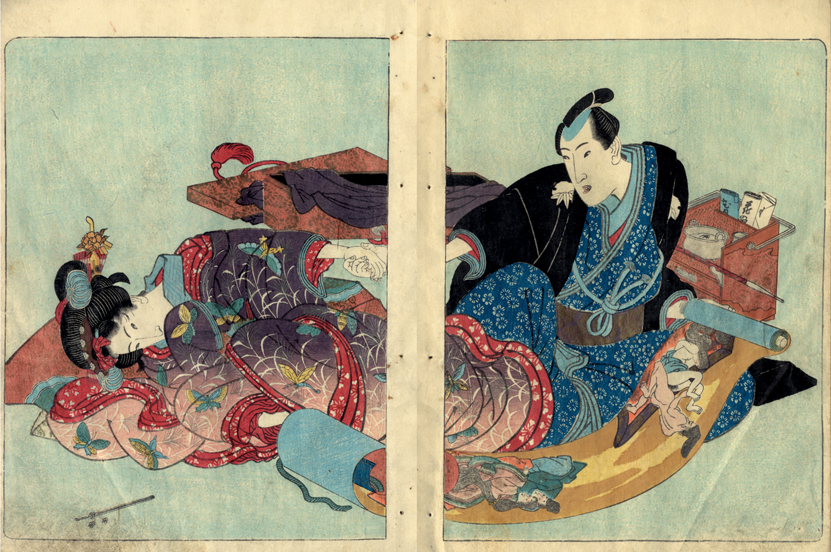
Äkta par av Utagawa Kunisada, cirka 1827

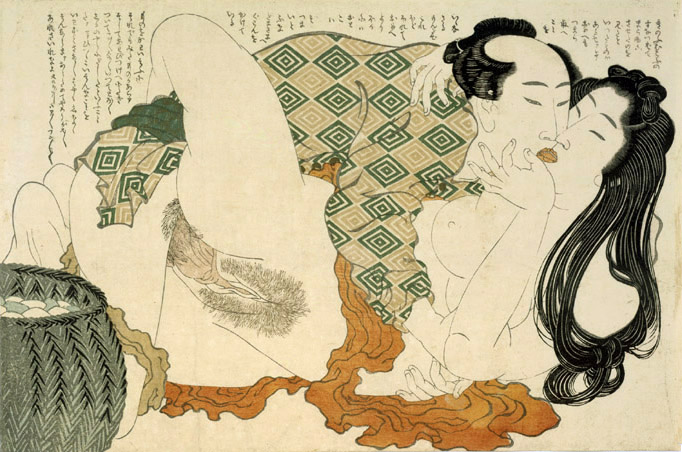
Två älskande, träsnitt av Katsushika Hokusai, i en serie av tolv bilder (Fukujuso) cirka 1815

Shunga (japanska: 春画?; svenska: vårbilder) är en motivkrets med bilder av erotisk karaktär inom den japanska genren Ukiyo-e.
Erotiska bilder blev populära på 1700-talet, under Edoperioden, och dessa träsnitt samlades ofta i bokform med upplagor uppemot tusentalet. Begreppet Shunga som beteckning för denna genre började användas på 1800-talet, under Meijiperioden. Parallellt infördes begreppet shunbon (春本, vårböcker) för böcker med pornografiskt innehåll.
År 1910 förbjöds i Japan framställning, försäljning och innehav av obscena bilder. Till 1986 var det förbjudet att publicera sådana bilder och att ställa ut dem offentligt. Först 1984 publicerades i Japan den första boken med Shunga i modern tid.

## Kända Shunga-artister
- Hishikawa Moronobu
- Katsushika Hokusai
- Miyagawa Isshô
- Yanagawa Shigenobu
- Kitagawa Utamaro
- Chobun Saeshi
- Tomioka Eisen
- Suzuki Harunobu